# Pixies
Pixies – zespół muzyczny założony w Bostonie w 1986 roku, wykonujący muzykę w gatunku indie rocka. Charakterystycznymi cechami Pixies są: prosta melodia, melodyjne, popowe refreny, gitarowe zgrzyty, wrzaskliwy/zawodzący wokal Black Francisa, a śpiewny Kim Deal oraz surrealistyczne, pełne niezrozumiałych metafor teksty. Najbardziej znane utwory Pixies to: Here Comes Your Man, Where is My Mind, Monkey Gone To Heaven, Debaser, Wave of Mutilation, Alec Eiffel, Trompe le Monde, Hey.
Zespół rozpadł się w 1993, dwa lata po nagraniu Trompe le Monde. Jego członkowie zaangażowali się w inne projekty. Deal nagrywała z The Breeders oraz z The Amps, Black rozpoczął solową karierę z zespołem The Catholics, a Joey Santiago grał we własnym zespole The Martinis. W 2004 roku członkowie zespołu znów zaczęli występować razem na koncertach na całym świecie. Nagrali jedną nową piosenkę Bam Thwok, a także przeróbkę utworu Warrena Zevona Ain’t That Pretty At All, umieszczoną na płycie będącej pośmiertnym hołdem dla artysty. W kwietniu 2004 ukazało się retrospektywne DVD Pixies oraz płyta z najlepszymi utworami Wave of Mutilation: The Best of the Pixies.
28 kwietnia 2014, po 13 latach od wydania ostatniego studyjnego krążka, odbyła się premiera nowej studyjnej płyty zespołu Indie Cindy. Na płycie znalazło się 12 utworów, z których większość została wcześniej opublikowana na EP1, EP2 i EP3.
25 października 2024, ukazał się ich kolejny album The Night the Zombies Came.
Twórczość Pixies doceniał między innymi Kurt Cobain, uznając ją za najważniejszą inspirację dla twórczości Nirvany, w szczególności ich drugi album studyjny Surfer Rosa. Wśród admiratorów zespołu byli także David Bowie, PJ Harvey, U2, The Strokes oraz Radiohead, którego lider Thom Yorke powiedział, że „gdy był w szkole, Pixies zmieniło jego życie”. W 2002 roku na płycie Heathen David Bowie umieścił cover piosenki Cactus, co jest hołdem złożonym zespołowi przez artystę. 
13 czerwca 2014 zespół po raz pierwszy wystąpił w Polsce na Orange Warsaw Festival.

## Skład

### Obecni członkowie
- Black Francis – śpiew, gitara
- Joey Santiago(inne języki) – gitara
- David Lovering – perkusja
- Emma Richardson – gitara basowa (od 2024 r.)

### Byli członkowie
- Kim Deal – gitara basowa, śpiew (1986-1993, 2004-2013)
- Kim Shattuck – gitara basowa, śpiew (2013)
- Paz Lenchantin – gitara basowa, śpiew, skrzypce (2013-2024)

## Dyskografia

### Albumy studyjne
- Come on Pilgrim (1987)
- Surfer Rosa (1988)
- Doolittle (1989)
- Bossanova (1990)
- Trompe le Monde (1991)
- A Collection Of Alternate & Unreleased Recording – Studio Sessions 1987 – 1991 (1992)
- At The BBC (1998)
- Complete B-Sides (2001)
- Pixies (Purple Tape) (2003)
- Live in Minneapolis, MN (2004)
- EP1 (2013)
- Indie Cindy (2014)
- Head Carrier (2016)[4]
- Beneath the Eyrie (2019)
- Doggerel (2022)
- The Night the Zombies Came (2024)

### Single
| Rok wydania | Tytuł                   | Miejsce na listach przebojów | Miejsce na listach przebojów | Miejsce na listach przebojów | Album                                                            |
| Rok wydania | Tytuł                   | Modern Rock Tracks           | UK                           | UK Download                  | Album                                                            |
| ----------- | ----------------------- | ---------------------------- | ---------------------------- | ---------------------------- | ---------------------------------------------------------------- |
| 1988        | „Gigantic”              | –                            | 93                           | –                            | Surfer Rosa                                                      |
| 1989        | „Monkey Gone to Heaven” | 5                            | 60                           | –                            | Doolittle                                                        |
| 1989        | „Here Comes Your Man”   | 3                            | 54                           | –                            | Doolittle                                                        |
| 1990        | „Velouria”              | 4                            | 28                           | –                            | Bossanova                                                        |
| 1990        | „Dig for Fire”          | 11                           | 62                           | –                            | Bossanova                                                        |
| 1991        | „Planet of Sound”       | –                            | 27                           | –                            | Trompe le Monde                                                  |
| 1991        | „Alec Eiffel”           | –                            | –                            | –                            | Trompe le Monde                                                  |
| 1992        | „Head On”               | 6                            | –                            | –                            | Trompe le Monde                                                  |
| 1997        | „Debaser”               | –                            | 23                           | –                            | Doolittle                                                        |
| 2004        | „Bam Thwok”             | –                            | –                            | 1                            | piosenka do nabycia jedynie przez iTunes Music Store             |
| 2013        | „Bagboy”                | –                            | –                            | –                            | piosenka do ściągnięcia za darmo z oficjalnej strony PixiesMusic |
| 2024        | „You're So Impatient”   | –                            | –                            | –                            | The Night the Zombies Came                                       |

## DVD i wideo
- Live at the Town and Country Club (1988)
- Pixies (2004)
- Sell Out: Reunion Tour 2004 (2005)
- Acoustic: Live in Newport (2006)
- Club Date: Live at the Paradise in Boston (2006)
- Loudquietloud: a film about the Pixies (2006)